# Flix (hrad)
Hrad Flix je hrad na území španělské obce Flix, comarca Ribera d’Ebre. První zmínka o něm pochází z roku 1154, kdy ho Ramon Berenguer IV. Barcelonský daroval Bonifaciovi de Volta. V roce 1276 ho král Jakub I. Aragonský prodal Arnauovi de Bosc.
Jeho zeměpisná poloha z něj učinila jeden z nejdůležitějších v regionu, spolu s hradem Mequinensa a hradem Miravet. Byl významný jak v občanské válce 15. století, tak při vzpouře ženců v 17. století a poté v 18. století při válce o španělské dědictví.
Současná podoba hradu pochází z 18. století. Roku 1876 byl hrad opuštěn a během následujícího století poničen. Po roce 2000 prošel rozsáhlou rekonstrukcí.
Za španělskou kulturní památku byl prohlášen v roce 1988.